# Трансильванские диалекты
Трансильванские диалекты или трансильванские говоры — группа диалектов современного румынского языка. Эти диалекты распространены на большей части исторической области Трансильвания, за исключением приграничных районов, куда проникли диалекты соседних областей. Трансильванские диалекты выделяются по географическому принципу, генетического единства они не образуют.
Трансильванские говоры, вместе с молдавским и банатским,  входят в северную группу румынских диалектов.
Среди трансильванских диалектов наиболее отчётливо выделяется кришанский (диалект области Кришана), за которым следует марамурешский (диалект области Марамуреш). Два других диалекта — один на северо-востоке, другой в центре и на юге Трансильвании — менее различимы.

## Классификация
В отличие от других диалектов, таких как мунтенский, молдавский и банатский, говоры Трансильвании раздроблены на многочисленные мелкие наречия с незначительными отличиями, что затрудняет их диалектную классификацию. Схемы классификации, созданные в конце XIX века, включали трансильванский диалект, однако по мере проведения полевых исследований и накопления результатов (в начале XX века), эта точка зрения была отброшена. В 1908 году Густав Вейганд использовал критерий фонетических различий и прошёл к выводу, что румынский язык Трансильвании представляет собой мозаику переходных говоров. Последующие исследования подтвердили этот вывод.
Эмил Петрович предположил, что диалектическая фрагментация языка объясняется тем, что Трансильвания была населена раньше и процесс дифференциации говоров на небольшие группы, обусловленный географией региона, продолжался дольше, в то время как Молдавия и Валахия были заселены относительно недавно, что привело к цельности диалектов в каждой из этих двух областей.

## Фонетические особенности
Трансильванские говоры, как ареальная группа, обладают небольшим количеством общих фонетических черт:
- гласные [e, ə, o] под ударением открываются до [ɛ, ɜ, ɔ].
- после [s, z, t͡s], а в некоторых говорах и после [ʃ, ʒ, r], имеют место следующие изменения гласных: [e] переходит в [ə], [i] переходит в [ɨ], а [e̯a] сводится к [a].
- дифтонг [ɨj], встречающийся в мунтенском диалекте, звучит здесь как монофтонг [ɨ]: [ˈkɨne, ˈmɨne, ˈpɨne] в словах câine, mâine, pâine.
- гласные под ударением часто удлиняются.
- гласная [a] перед ударным слогом закрывается до [ə].
- во многих глаголах, ударение переносится на корень: [ˈblastəm, ɨnˈfəʃur, ˈstrəkur, ˈməsur] вместо стандартного blestém, înfășór, strecór, măsór.
- гласная [u] встречается во многих глаголах a durmi, a adurmi («спать, засыпать», вместо стандартного a dormi, a adormi).